# Los Alcázares
Los Alcázares ist eine spanische Gemeinde in der Provinz Murcia. Sie gehört zum Gemeindeverband Comarca del Mar Menor und umfasst ein Gebiet von 20 km², hat 19.506 Einwohner (Stand: 2024) und liegt auf einer Höhe von 6 m über dem Meer, östlich von Cartagena, ca. 20 km entfernt von der Provinzhauptstadt. Das Mar Menor, eine große Lagune, ist das landschaftlich prägende Element und hat der ganzen Comarca seinen Namen gegeben. Die Gemeinde besteht in ihrer heutigen Form seit 1983.

## Geographie
Die Gemeinde liegt in der Ebene des so genannten Campo de Cartagena und zieht sich auf 9 km Länge am Ufer des Mar Menor hin. Auf fünf Kilometern erstreckt sich der Paseo Marítimo. Teilweise verläuft auch die Bewässerungsanlage Rambla de El Albujón auf dem Gemeindegebiet.
Das Gemeindegebiet ist in trei Teile unterteilt:
- Núcleo de Población bei Los Narejos;
- Zona militar mit dem Militärstützpunkt Los Alcázares
- Área industrial, ein Industriegebiet.

Benachbarte Gemeinden
- San Javier im Norden
- Cartagena im Süden
- Torre-Pacheco im Westen

### Naturschutzgebiete
Los Alcázares verfügt auf seinem Gemeindegebiet über zwei wichtige Naturschutzgebiete, die Espacios abiertos e islas del Mar Menor, die als Naturpark, Lugar de Importancia Comunitaria (LIC nach der EG Rl 92/43) und Zona de Especial Protección para las Aves (ZEPA) ausgewiesen sind.
- Die Playa de la Hita befindet sich im Norden der Gemeinde am Ufer des Mar Menor. Das Schutzgebiet erstreckt sich auch auf das Gemeindegebiet von San Javier und besteht hauptsächlich aus einem Feuchtgebiet mit großen Schilfrohrbeständen und einer zahlen- und artenreichen Vogelfauna, unter anderen Stelzenläufer (cigüeñuelas), Seeschwalben (charrancito), Teichrohrsänger (carricero) und Reiher (garza real).[2]

- Die Marina del Carmolí liegt im Süden des Gemeindegebietes und ebenfalls am Ufer des Mar Menor. Das Schutzgebiet erstreckt sich auch auf das Gemeindegebiet von Cartagena und besteht größtenteils aus einem Salzsumpf nördlich des Cerro del Carmolí. Die Vegetation ist an die hohe Salzkonzentration im Boden angepasst. Halophyten wie Suaeda vera (Strauchige Sode, span. sosa), Sarcocornia fruticosa (span. Salicornia), Spanischer Strandflieder (Limonium cossonianum, span. lechuga de mar), und in trockeneren Gebieten Espartogras (Lygeum spartum, span. albardín) und Bläulicher Strandflieder (Limonium caesium, span. Siempreviva morada) sind die bestimmenden Pflanzenarten und die ökologische Region wird als Iberische Salzsteppe (Estepas ibéricas, estepas salinas) bezeichnet. In den Tümpeln kommt der stark bedrohte Spanienkärpfling (Aphanius iberus, span. Fartet) vor.

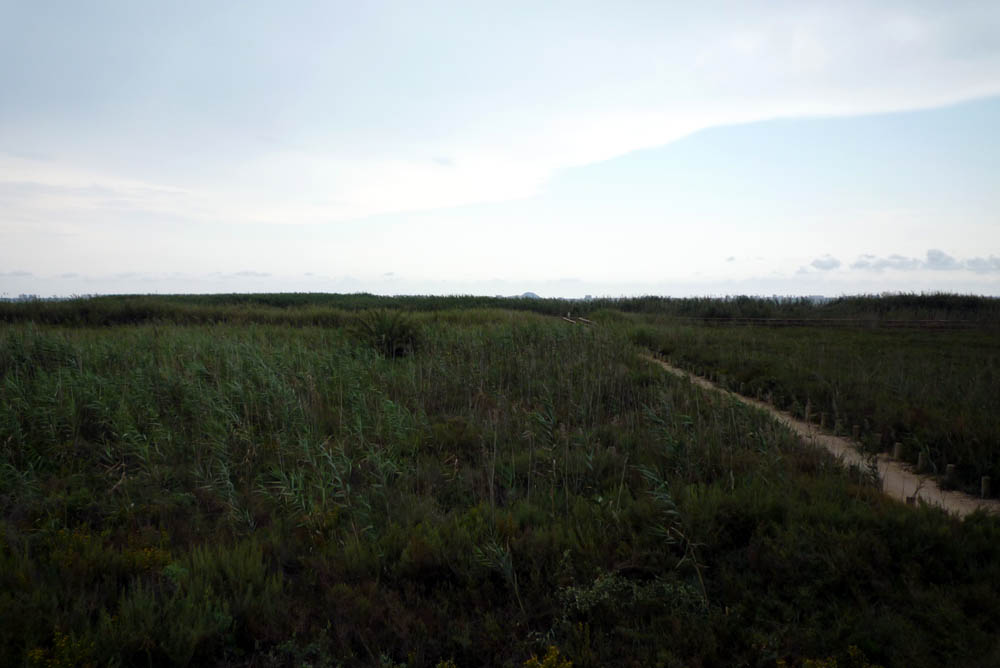
Strand der Playa de la Hita
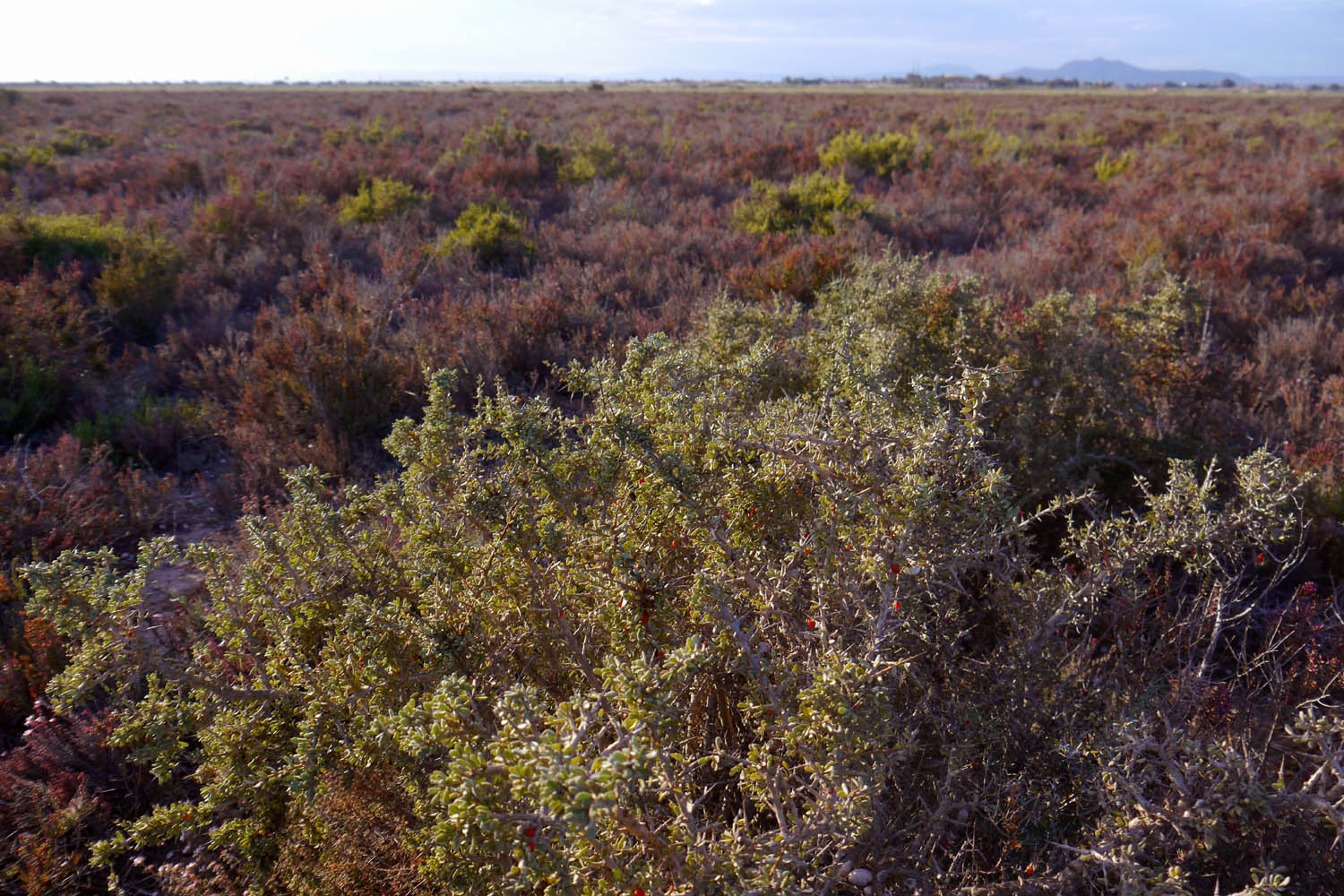
Schutzgebiet der Marina del Carmolí
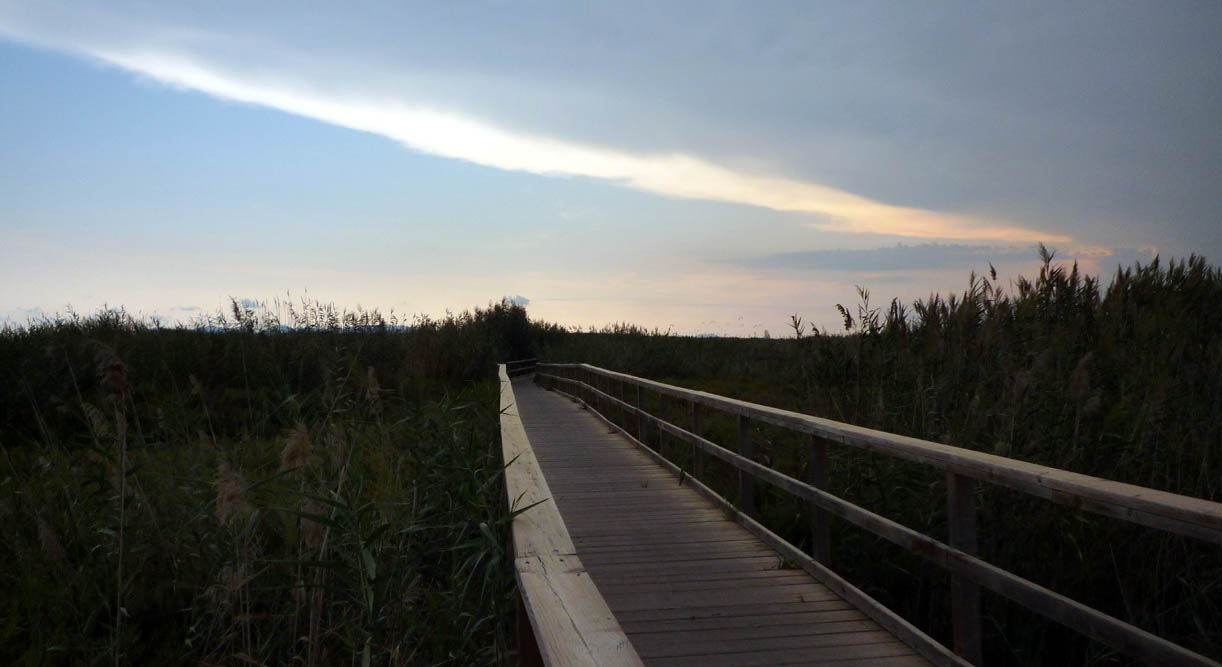
Bohlenweg an der Playa de la Hita

## Geschichte
Der Name der Gemeinde geht auf ein arabisches Wort (al-Kazar, القصر) zurück mit der Bedeutung Burg oder Festung.

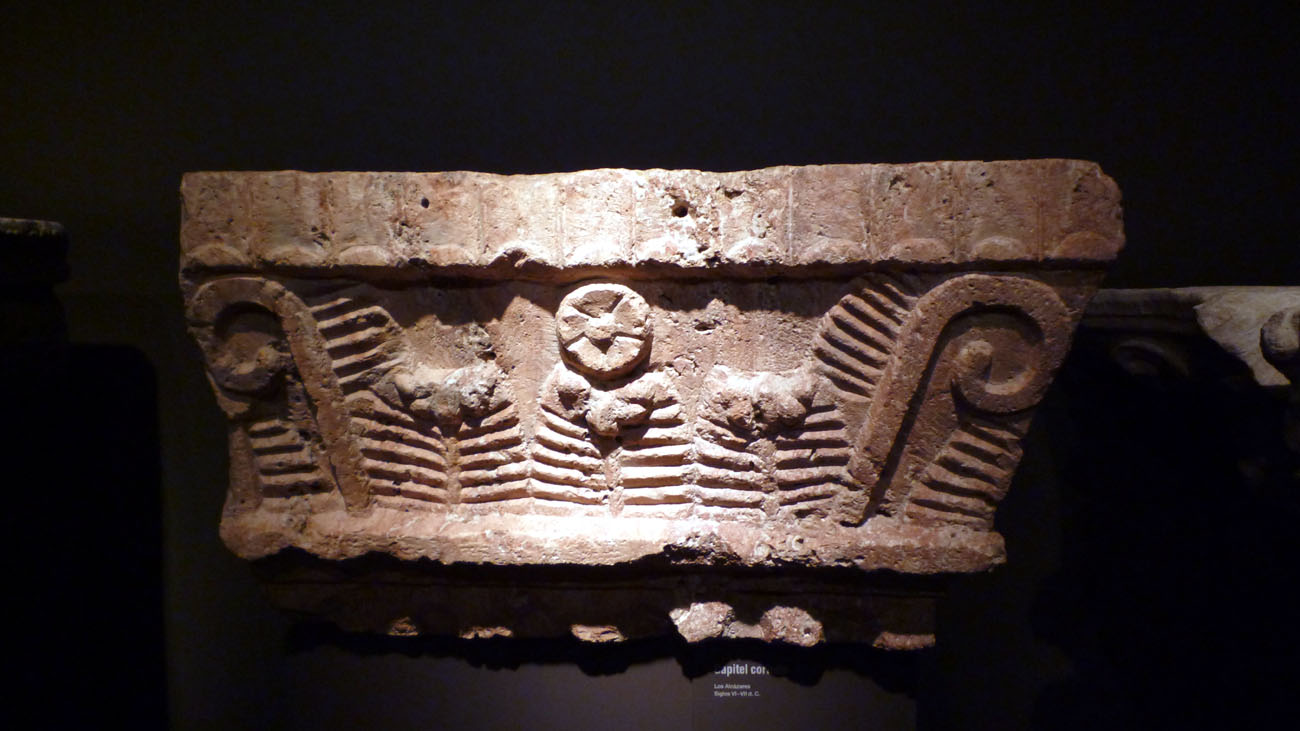
Visigothisches Kapitel aus Los Alcázares, im Museo de Arqueología de Murcia.

Die ältesten menschlichen Siedlungsreste stammen aus römischer Zeit. Die Ruinen wurden bereits 1931 zum Monumento Nacional erklärt und einige Fundstücke werden im Museo Arqueológico de Murcia ausgestellt. Man hat Überreste einer größeren Villa gefunden, die mit Thermen ausgestattet war.
Die Besiedlung setzte sich in maurischer zeit fort. In dieser Zeit entstand eine befestigte Siedlung in der Nähe der römischen Thermen. Offensichtlich wurde in der ganzen zeit das stark salzhaltige Wasser des MAr Menor zu therapeutischen Zwecken genutzt und es kamen regelmäßig begüterte Gäste und Adlige aus ganz Spanien um Heilung zu suchen.

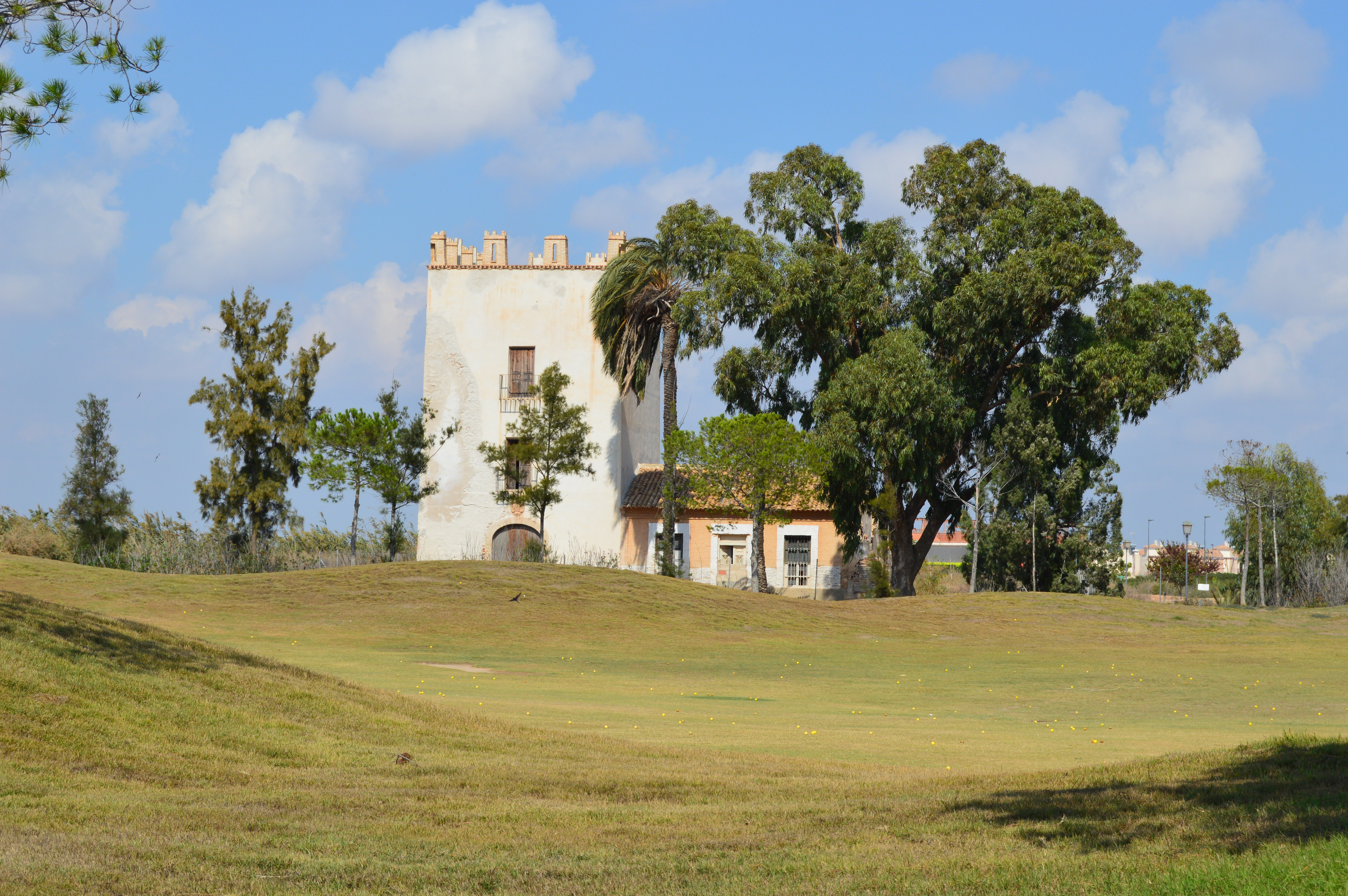
Torre del Rame, alte Befestigung gegen Angriffe der Barbaresken-Piraten.

Zum Ende des Mittelalters entstand eine Reihe von Küsten-Wachttürmen (Torres de vigilancia costera) um die Barbaresken-Korsaren abzuhalten. Heute stehen noch die Türme Rame, Silva, Blanca, Negro & Saavedra.
Am Ende des 19. Jahrhunderts entstanden am Ufer des Menor wieder eine ganze Reihe von Sommerresidenzen mit charakteristischen hölzernen Badehäuschen (balnearios), sowie das Hotel Balneario de la Encarnación (1905). Los Alcázares wurde zu einem Kurort für die aufstrebende Bourgeoisie. Außerdem entwickelte sich ein wichtiger Umschlagsplatz für Waren und Fischerei und 1915 wurde der erste Landeplatz für Wasserflugzeuge der Spanischen Armee (Base de Hidroaviones del Ejército) eingerichtet, der bis heute benutzt wird.
Nach einem langen Prozess beschloss der Consejo de Estado am 14. Juli 1983 endlich das Decreto 77/1983 einzuführen und die Gemeinde Ayuntamiento de Los Alcázares zu schaffen. Dabei wurden Teile von Torre-Pacheco und von San Javier abgetrennt und zusammengesetzt. Dies bedeutete eine wichtige Anerkennung der Bevölkerungsentwicklung.
Zusammen mit anderen Gemeinden im Campo de Cartagena wurde sie in die 1982 geschaffene Comarca del Mar Menor aufgenommen,

## Centro de Alto Rendimiento (CAR); Los Narejos
Das Leistungszentrum Centro de Alto Rendimiento "Infanta Cristina" Mar Menor. C.A.R. bei Los Narejos, einem Ortsteil von Los Alcázares, ist ein Sportzentrum verschiedener Vereine als Trainingsstätte für Wettkämpfe dient. In Los Alcazares werden jedes Jahr bedeutende Wassersportwettkämpfe ausgetragen.

## Gastronomía
Die lokale Gastronomie zeichnet sich durch die Verwendung von Fisch aus dem Mar Menor aus. Das typische Gericht ist der Caldero, eine Reis-Fisch-Suppe, die ihren Namen von dem Kochtgeschirr, dem Caldero erhält, einem runden Topf mit zwei Henkeln. Außerdem gibt es viele Gerichte, die in Murcia typisch sind, wie Michirones (Bohnen mit Speck) oder Zarangollo (Rührei mit Gemüse). Goldbrasse (Dorada), Großkopfmeeräsche (mújol) und Langusten aus dem Mar Menor werden sehr geschätzt. Oft werden dazu Pastel de cierva (Pasteten) und Tocino de cielo (Pudding) gereicht.

## Touristenattraktionen
Strände
- Playa de Las Salinas
- Playa de Los Narejos
- Playa de Las Palmeras
- Playa del Espejo
- Playa de Manzanares

- Playa Carrión
- Playa de La Concha
- Playa de La Hita

Feste

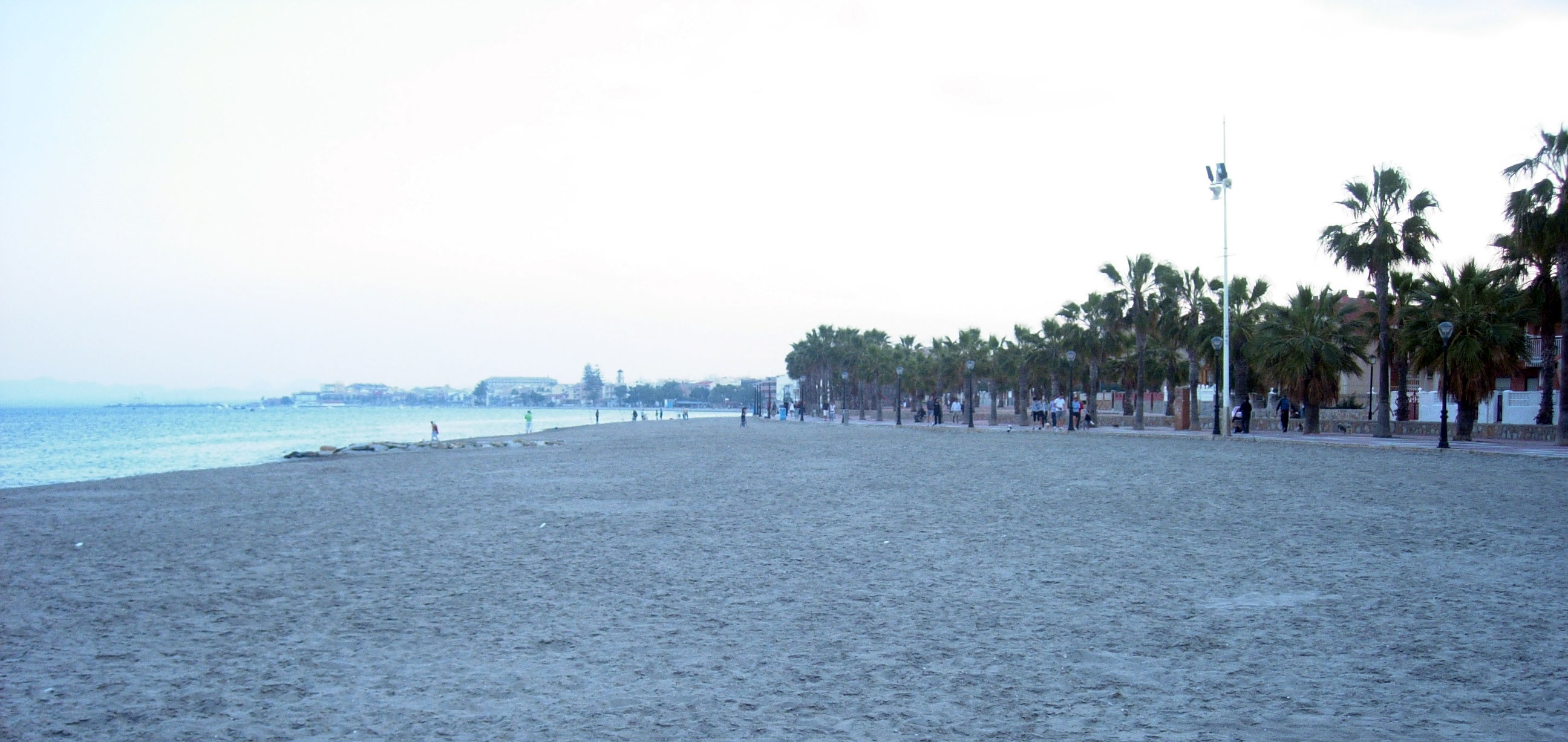
Playa de Las Palmeras.

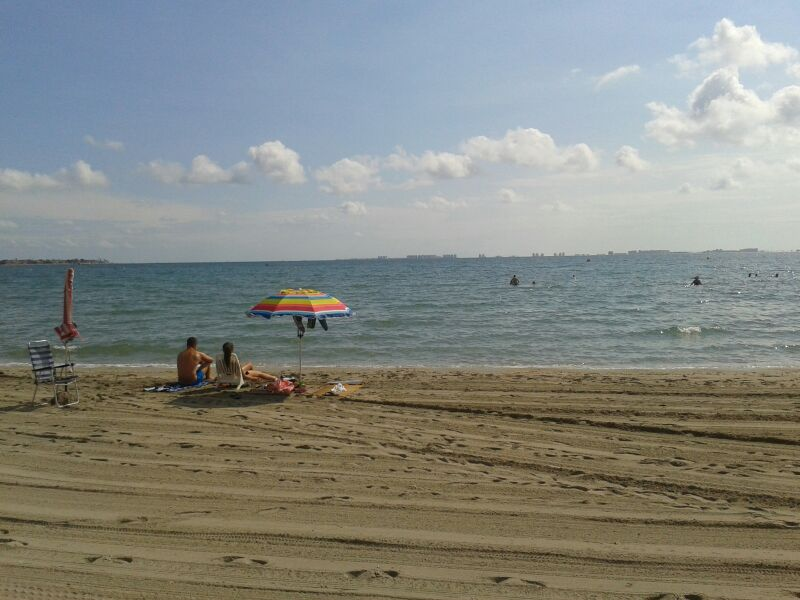
Playa de Manzanares

Die junge Stadt hat eine ganze Reihe von Festen etabliert, die schon überregional bekannt sind:
- Semana Internacional de la Huerta y el Mar
- Las Fiestas de la Mar
- Das Gründungsfest der Selbstständigkeit (El Aniversario de la Independencia Municipal)
- El día del Caldero.

## Städtepartnerschaften
- Cartagena[8]
- Korçë[9]
- Myszków